# فرانك إم. سنودن جونيور
فرانك إم. سنودن جونيور (بالإنجليزية: Frank M. Snowden, Jr.)‏ هو أستاذ جامعي ومؤرخ ودبلوماسي أمريكي، ولد في 17 يوليو 1911 في مقاطعة يورك في الولايات المتحدة، وتوفي في 18 فبراير 2007 في واشنطن العاصمة في الولايات المتحدة بسبب قصور القلب.